# Ultraviolet (Light My Way)
Pour les articles homonymes, voir Ultraviolet (homonymie).
Albums de U2
Rattle and Hum
(1988) Zooropa
(1993)
Pistes de Achtung Baby
Tryin' to Throw Your Arms Around the World Acrobat
Ultraviolet (Light My Way) est une chanson rock du groupe irlandais U2, placée en dixième position sur l'album Achtung Baby, publié en 1991,,,. Plus « classique » que les autres morceaux du disque, elle dure 5 min 31 s. Le titre parle d’amour, du couple, de dépendance affective et de crise existentielle, des sujets omniprésents sur la fin de l'album Achtung Baby. Certains lui octroient un sens plus religieux avec des allusions au Livre de Job et à la Lumière. Ultraviolet (Light My Way) sera souvent interprété en concert par U2 notamment lors du Zoo TV Tour entre 1992 et 1993 ou durant le Joshua Tree Tour 2017 .
La chanson a notamment fait l'objet d'une reprise par The Killers en 2011.